# Герб Коліми
Офіційний герб вільної та суверенної держави Коліма — геральдичний сомвол штату Коліма. У його дизайні символізуються історія, географія, флора і фауна держави, і він був символом ідентичності для жителів цього місця.

## Історія

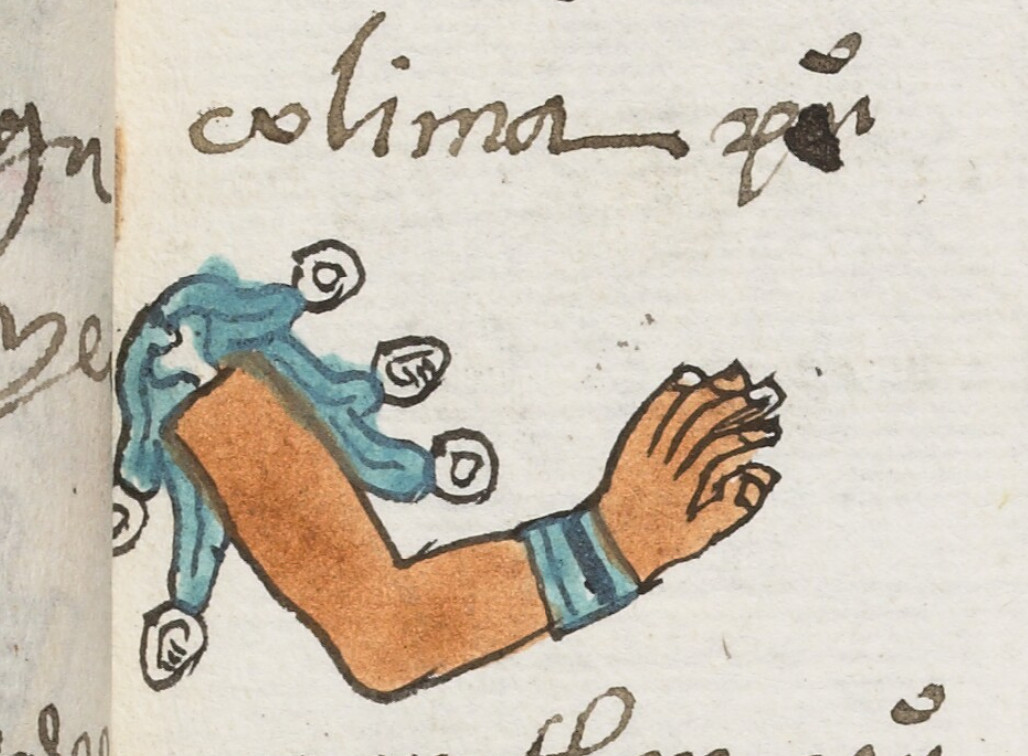
Піктограма Коліми в Кодексі Мендоси. Фрагмент лівого верхнього кута аркуша 38р.

Як перший попередник герба, 1954 року Альфредо Руїсеко Авельянеда, Рікардо Гусман Нава та Хорхе Чавес Каррільйо на основі піктограми, представленої на аркуші 38r Кодексу Мендоси, створили «Простий іспаномовний герб сучасної епохи». Хоча його використання не було офіційно затверджено, він використовувався в усіх офіційних документах і представництвах держави. 17 серпня 1968 року він був нарешті офіційно прийнятий.
Однак опис оригінального дизайну цього першого герба є неповним, що з часом призвело до появи різних його версій. Щоб прояснити це, Хосе Ігнасіо Перальта, тодішній губернатор штату, запросив художників з Коліми створити графічний стандарт відповідно до опису декрету 1968 року і на основі оригінального герба 1954 року.
111 липня 2016 року спеціальна комісія у складі істориків, науковців, журналістів та державних службовців визначила, що Альваро Рівера Муньос виконав роботу з найбільшою графічною точністю, за що губернатор штату нагородив його заслуженим визнанням за соціальний, культурний та історичний внесок. Художник Альваро Рівера Муньос виправив і додав геральдичні терміни в текстовий і графічний опис, а також передав права на свою роботу. Прийняття цього другого герба було офіційно затверджено 13 серпня 2016 року.

## Опис
Піктограма, присутня в Кодексі Мендоси, складається із зігнутої правої руки, з скрученою кистю, відкритою плечовою кісткою та водою на плечі, у верхній частині піктограми є мітка, яка вказує на «colima. pueblo». Хоча значення слова «Коліма» представляє лінгвістичну двозначність, дослідження на цю тему свідчать про те, що кращим значенням є «місце, де вода вигинається» або «місце, де річка вигинається».
За указом від 13.08.2016 опис офіційного герб є таким:
- У срібному полі: піктограма Коліми, представлена в Кодексі Мендоси, яка «являє собою людську руку, у своєму кольорі, відокремлену від тіла, із символом води на плечі та має синій браслет із червоною лінією».
- Облямівка: філієри червоного кольору (червоні).
- Щитове покриття: сталевий шолом на боці, опущеним забраломі зверненим вправо (вліво для тих, хто бачить щит). На верхівці та на кінчику має султан із чорного пір'я.
- Зовнішні прикраси щита:
  - Вінок: обидві сторони щита прикрашені квітами гібіскуса та інших видів гібіска («обеліск», як він відомий у Колімі), з пальчастими зміями (tilcuates), що спускаються вниз і заплуталися в рослині.
  - Щитотримачі: з обох боків щита зображені ягуари, які дивляться з-під щита, і кожен має морського равлика під лапами на хвилях води трьох відтінків синього.
  - База: кокосова пальма, а за нею Невадо-де-Коліма і вулкан Коліма з листям пароти.
  - Девіз: унизу девіз, вигравіруваний великими чорними літерами на золотій стрічці: «El temple del brazo es vigor en la tierra» («Сила руки — сила на землі»).

## Символіка
Відповідно до Указу 24.03.2016 елементи офіційного щита мають такі значення:
- Метали:
  - Срібло символізує воду, чистоту і цілісність.
  - Золото символізує сонце, вогонь вулкана, милосердя і благородство.
- Кольори:
  - Червоний колір символізує теплий клімат Коліми, силу, вірність, радість і честь.
  - Синій символізує небо і чистоту.
- Фігури:
  - Гібіскуси є одними з найвідоміших рослин Коліми та представляють її флору.
  - Апалькуати (tilcuates) — найвідоміші змії в Колімі.
  - Ягуари, яких шанували доколумбові громади, є найбільшими котами Коліми та представляють її фауну.
  - Равлики, яких також шанували доколумбові громади, символізують морські багатства.
  - Доколумбові водні хвилі являють собою річки, лагуни та Тихий океан.
  - Кокосова пальма символізує ландшафт і сільськогосподарську місцевість Коліми.
  - Невадо-де-Коліма та вулкан Коліма є символами приналежності, коріння та любові до території Коліми.
  - Пароти є одними з найбільш символічних дерев Коліми і представляють лісові ресурси деревини.

## Неофіційні зразки герба
Наведені нижче зразки, хоча і є загальновживаними, не відповідають вимогам офіційного опису.

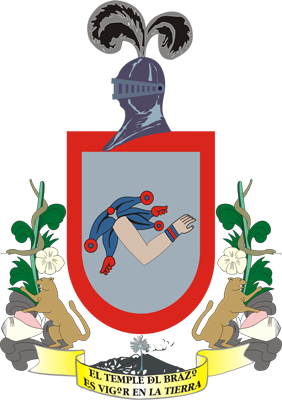
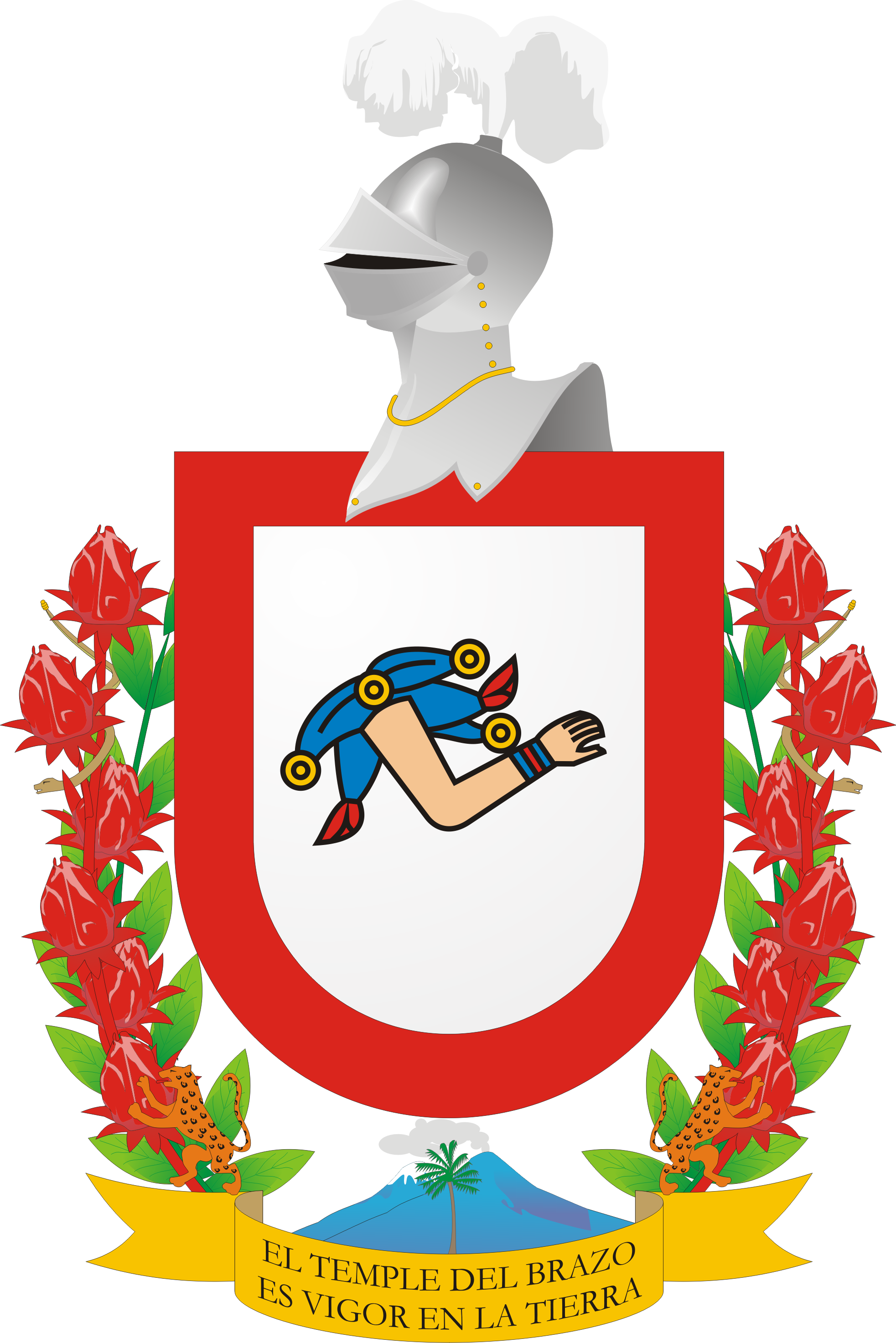

## Муніципальні герби Коліми
Окрім офіційного державного щита, кожен муніципалітет має свій власний герб.

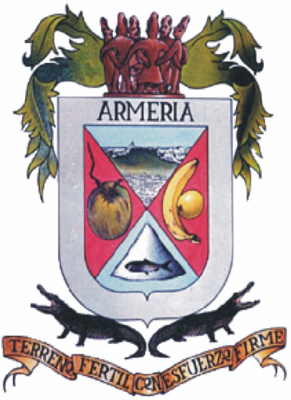
Армерія
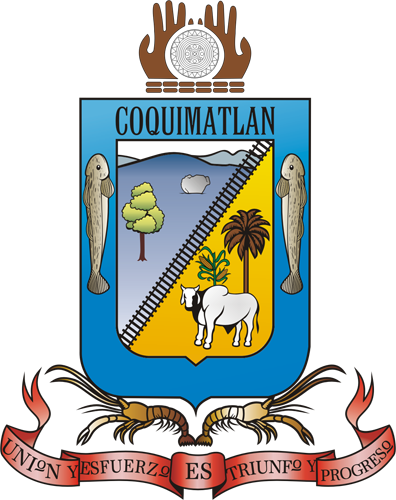
Кокіматлан
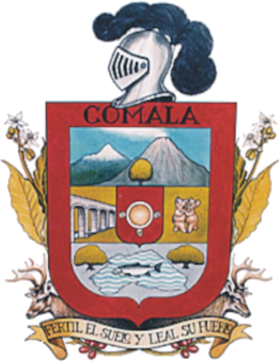
Комала
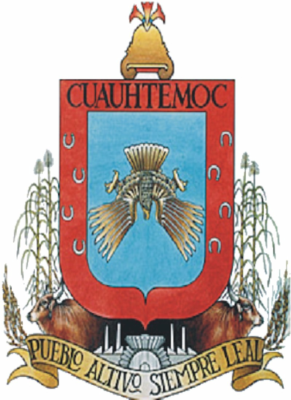
Куаутемок
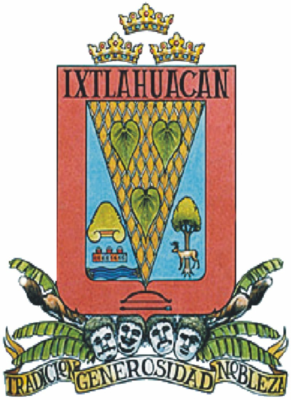
Іштлауакан
Мансанільйо
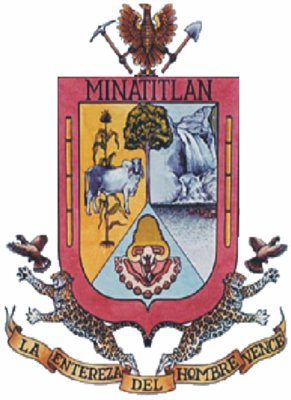
Мінатітлан
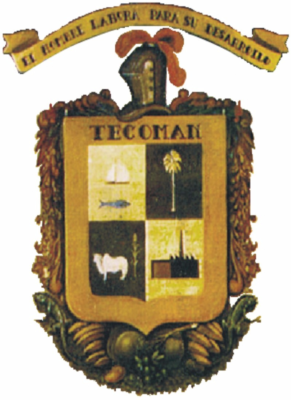
Текоман